# Sistema antibloqueig de rodes

Símbol ABS

El sistema antibloqueig de rodes o ABS (per les seves sigles alemanyes: Antiblockiersystem), també conegut com a SAB (del català: sistema d'antibloqueig), és un dispositiu utilitzat en avions i en automòbils, per a evitar que els pneumàtics perdin l'adherència amb el terra durant un procés de frenada.

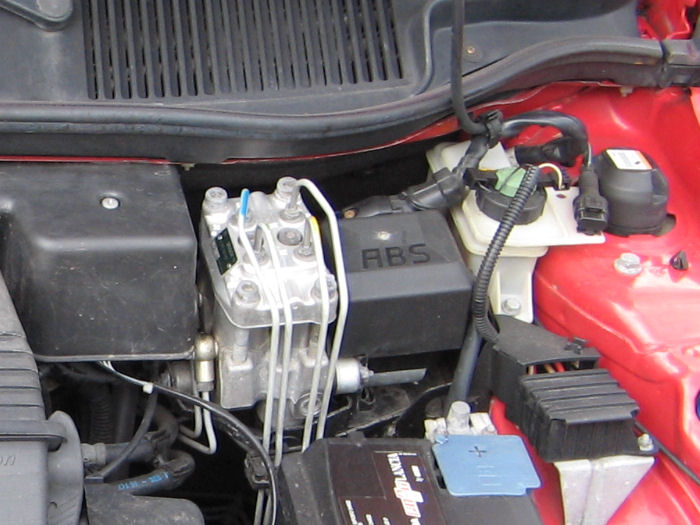
Bomba de fre i calculador electrònic del sistema ABS en un automòbil.

El 1978 Robert Bosch GmbH va introduir el primer sistema electrònic de frens antibloqueig. Aquesta tecnologia s'ha convertit en la base per a tots els sistemes electrònics que utilitzen d'alguna manera l'ABS, com ara els controls de tracció i d'estabilitat. Algunes motos d'alta cilindrada també porten aquest sistema de frenada.

## Història
L'any 1936 la companyia alemanya Robert Bosch GmbH va patentar la idea. Es tractava de fer, no només per a cotxes sinó també per a camions, trens i avions, que fos més difícil bloquejar una roda en una frenada brusca, de manera que es podia aconseguir més seguretat. Es van fer proves però no es va arribar a res seriós fins que no es va desenvolupar l'electrònica digital a començaments dels anys 70. Fins llavors era materialment impossible realitzar tants càlculs com necessitava el sistema i d'una forma suficientment ràpida.
La primera generació de l'ABS tenia mil components, xifra que es va reduir fins a 140 en la segona generació. Al cap de 14 anys de desenvolupament finalment va quedar a punt l'ABS de segona generació que es va oferir com una opció bastant cara en el Mercedes Classe S de l'època i tot seguit en el BMW Sèrie 7. L'ABS es va convertir en un equip de sèrie obligatori en tots els turismes fabricats a la Unió Europea a partir de l'1 de juliol de 2004, gràcies a un acord voluntari dels fabricants d'automòbils. Avui dia es desenvolupen sistemes de fre elèctric que simplifiquen el nombre de components, i augmenten la seva eficàcia.

## Funcionament

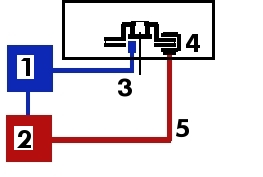
Esquema bàsic de l'ABS.1) Unitat electrònica de control 2) Modulador hidràulic 3) Detector electrònic de velocitat de gir 4) Pinça de fre 5) Canonada de pressió hidràulica

L'ABS funciona en conjunt amb el sistema de frenada tradicional. Consisteix en una bomba que s'incorpora als circuits del líquid de fre i en uns detectors que controlen les revolucions de les rodes. Si en una frenada brusca una o diverses rodes redueixen sobtadament les seves revolucions, l'ABS el detecta i interpreta que les rodes estan a punt de quedar bloquejades sense que el vehicle s'hagi aturat. Això vol dir que el vehicle començarà a patinar, i per tant, a lliscar sobre el terra sense control.
Perquè això no passi, els sensors envien un senyal a la Central del sistema ABS, que redueix la pressió realitzada sobre els frens, sense que intervingui el conductor en aquesta acció. Quan la situació s'ha normalitzat i les rodes giren de nou correctament, el sistema permet que la pressió sobre els frens torni a actuar amb tota la intensitat. L'ABS controla novament el gir de les rodes i actua de nou si aquestes estan a punt de bloquejar-se per la força del fre. En el cas que aquest sistema intervingui, el procediment es repeteix de forma molt ràpida, Alguns sistemes anti-bloqueig poden desactivar i activar la força de frenada fins a 15 vegades per segon, que es tradueix en el fet que el conductor percep una vibració en el pedal del fre.
Permet que el conductor segueixi tenint el control sobre la trajectòria del vehicle, amb la consegüent possibilitat de poder esquivar l'obstacle causant de la situació de risc.

## Tipus d'ABS (pel nombre de canals)
Els sistemes anti-bloqueig de frenada utilitzen esquemes diferents segons el tipus de frens emprats. Es poden diferenciar pel nombre de canals: és a dir, quantes vàlvules es controlen individualment i pel nombre de sensors de velocitat.
A) ABS de quatre canals
Amb quatre sensors: Hi ha un sensor de velocitat a les quatre rodes i una vàlvula separada per a les quatre rodes. Amb aquesta configuració, el controlador supervisa cada roda individualment per assegurar-se que aconsegueix la màxima força de frenada. (Hi ha un tipus d'ABS amb quatre sensors però només dos canals: Aquest sistema, que es troba habitualment en vehicles de passatgers des de finals dels anys 80 fins a mitjans dels anys 90, utilitza un sensor de velocitat a cada roda, amb una vàlvula de control cadascuna de les rodes anteriors i posteriors en parella. Si el sensor de velocitat detecta un bloqueig a qualsevol roda individual, el mòdul de control impulsa la vàlvula de les dues rodes a l'extrem del cotxe.)
B) ABS de tres canals
Amb tres sensors: Aquest esquema, que es troba habitualment en camions amb ABS de quatre rodes, té un sensor de velocitat i una vàlvula per a cadascuna de les rodes anteriors, amb una vàlvula i un sensor per a ambdues rodes posteriors. El sensor de velocitat de les rodes posteriors està situat en l'eix posterior. Aquest sistema proporciona un control individual de les rodes anteriors, de manera que poden assolir la màxima força de frenada. Les rodes posteriors, però, es controlen junts; tots dos han de començar a bloquejar-se abans que l'ABS s'activi a la part posterior. Amb aquest sistema, és possible que una de les rodes posteriors es bloquegi durant una parada, reduint l'eficàcia del fre. Aquest sistema és fàcil d'identificar, ja que no hi ha sensors de velocitat individuals per a les rodes posteriors.

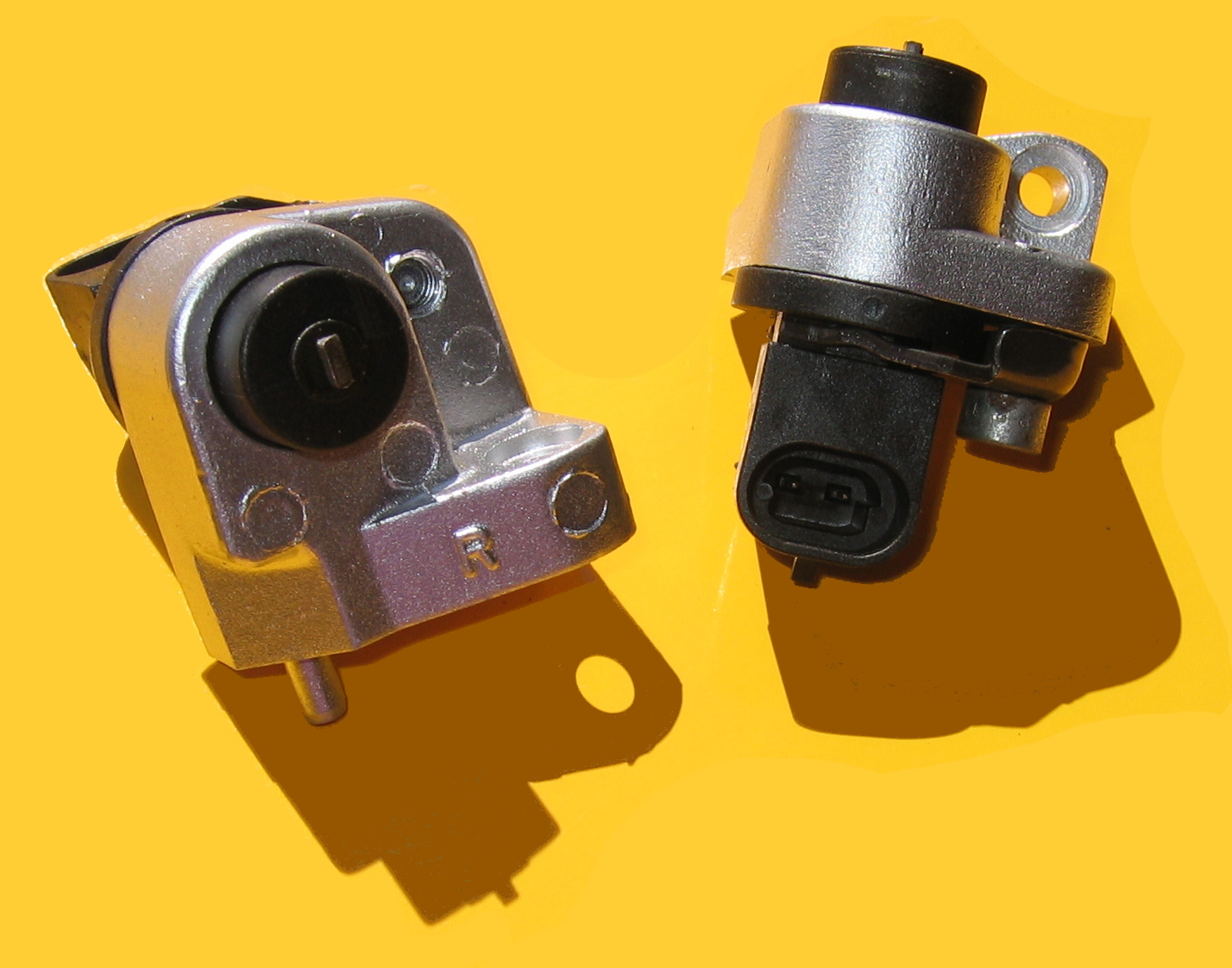
Sensors de velocitat ABS

Amb quatre sensors. Hi ha un sensor de velocitat a les quatre rodes i una vàlvula separada per a cadascuna de les rodes anteriors, però només una vàlvula per a les dues rodes posteriors. Els vehicles més antics amb ABS de quatre rodes solen utilitzar aquest tipus.
C) ABS d'un sol canal
Amb un sol sensor: Aquest sistema es troba habitualment en camions de recollida, SUV i furgonetes amb ABS de les rodes posteriors. Disposa d'una vàlvula, que controla les dues rodes posteriors i un sensor de velocitat, situat a l'eix posterior. Aquest sistema funciona igual que l'extrem posterior d'un sistema de tres canals. Les rodes posteriors es controlen juntes i totes dues han de començar a bloquejar-se abans que l'ABS comenci a entrar. En aquest sistema també és possible que una de les rodes posteriors es pugui bloquejar, reduint l'eficàcia del fre. Aquest sistema també és fàcil d'identificar, ja que no hi ha cap sensor de velocitat individual per a cap de les rodes.

## Sensors de velocitat (codificadors)
Un sensor de velocitat s'utilitza per determinar l'acceleració o la desacceleració de la roda. Aquests sensors utilitzen un imant i un sensor d'efecte Hall, o una roda dentada i una bobina electromagnètica que generen un senyal. El gir de la roda o del diferencial indueix un camp magnètic al voltant del sensor. Les fluctuacions d'aquest camp magnètic generen una tensió en el sensor. Atès que el voltatge induït en el sensor és proporcional de gir de la roda, aquest sensor pot resultar inexacte a velocitats lentes. Una velocitat de gir més lenta de la roda pot provocar fluctuacions inexactes en el camp magnètic i provocar així lectures inexactes en el controlador.

## Unitat de control ABS

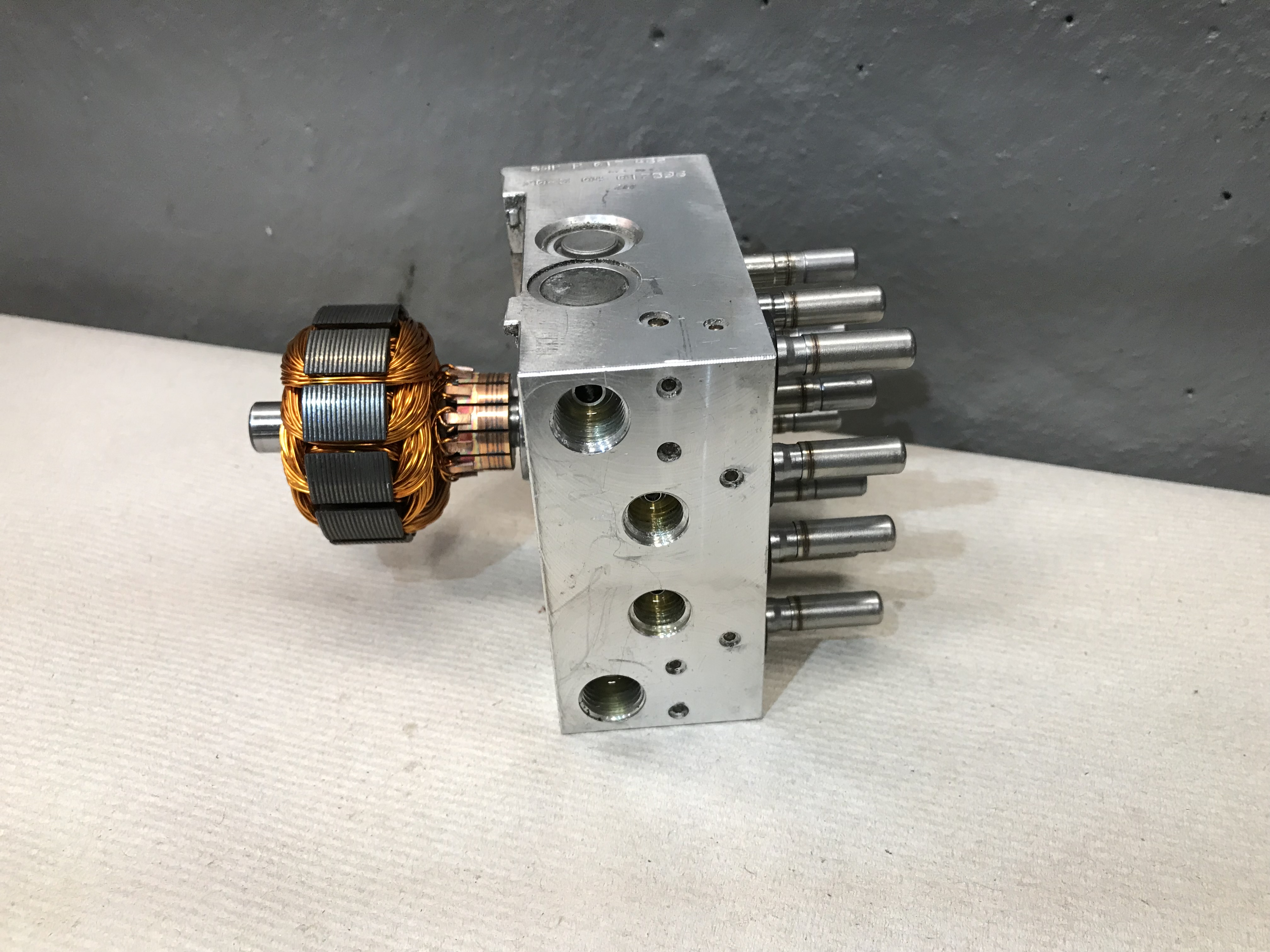
Unitat de control hidràulica, de quatre canals y 12 vàlvules, parcialment desmuntada que conté motor, bombes (2) i vàlvules (12)

La Unitat de control ABS o Mòdul de control ABS sol ser un bloc que agrupa en una sola peça: el controlador, la bomba i les vàlvules. Aquest article descriu una unitat de quatre canals (de 8 vàlvules en el text i de 12 vàlvules en les imatges), tot i que la majoria dels vehicles actuals equipats amb ABS/ESC tenen 12 vàlvules o solenoides a la HCU. (8 solenoides controlen les rodes i 4 solenoides poden bloquejar el cilindre principal i permetre a la bomba enviar pressió a una roda específica).Tanmateix, es pot veure a la web de Mercedes la descripció d'un sistema modern de 12 vàlvules (de y6 a y23).

### Vàlvules
Inicialment hi havia alguns sistemes amb solenoids/vàlvules de tres posicions però avui dia en els sistemes ABS (de 8 o 12 vàlvules) s'ha canviat per un conjunt de dues vàlvules de dues posicions que actuen ambdues sobre el circuit hidràulic de cada roda i que combinades tenen els mateixos tres estats o modes de control (control modes):
- "mode-1": -"augmentar pressió", ambdues vàlvules estan obertes; la pressió del cilindre principal passa directament al fre.
- "mode-2": -"mantenir pressió", ambdues vàlvules estan tancades, aïllant aquell fre del cilindre principal. D'aquesta manera s'evita que la pressió augmenti encara que el conductor empenyi el pedal de fre amb més força.
- "mode-3": -"disminuir pressió" la vàlvula-1 està tancada i la vàlvula-2 oberta alliberant part de la pressió del fre.

Molts problemes del sistema de vàlvules es produeixen a causa de les vàlvules obstruïdes. En aquests casos quan es tanca una vàlvula, no es pot tornar a obrir, ni canviar de posició. Una vàlvula inoperable impedeix que el sistema moduli les vàlvules i controli la pressió subministrada als frens.

### Bomba

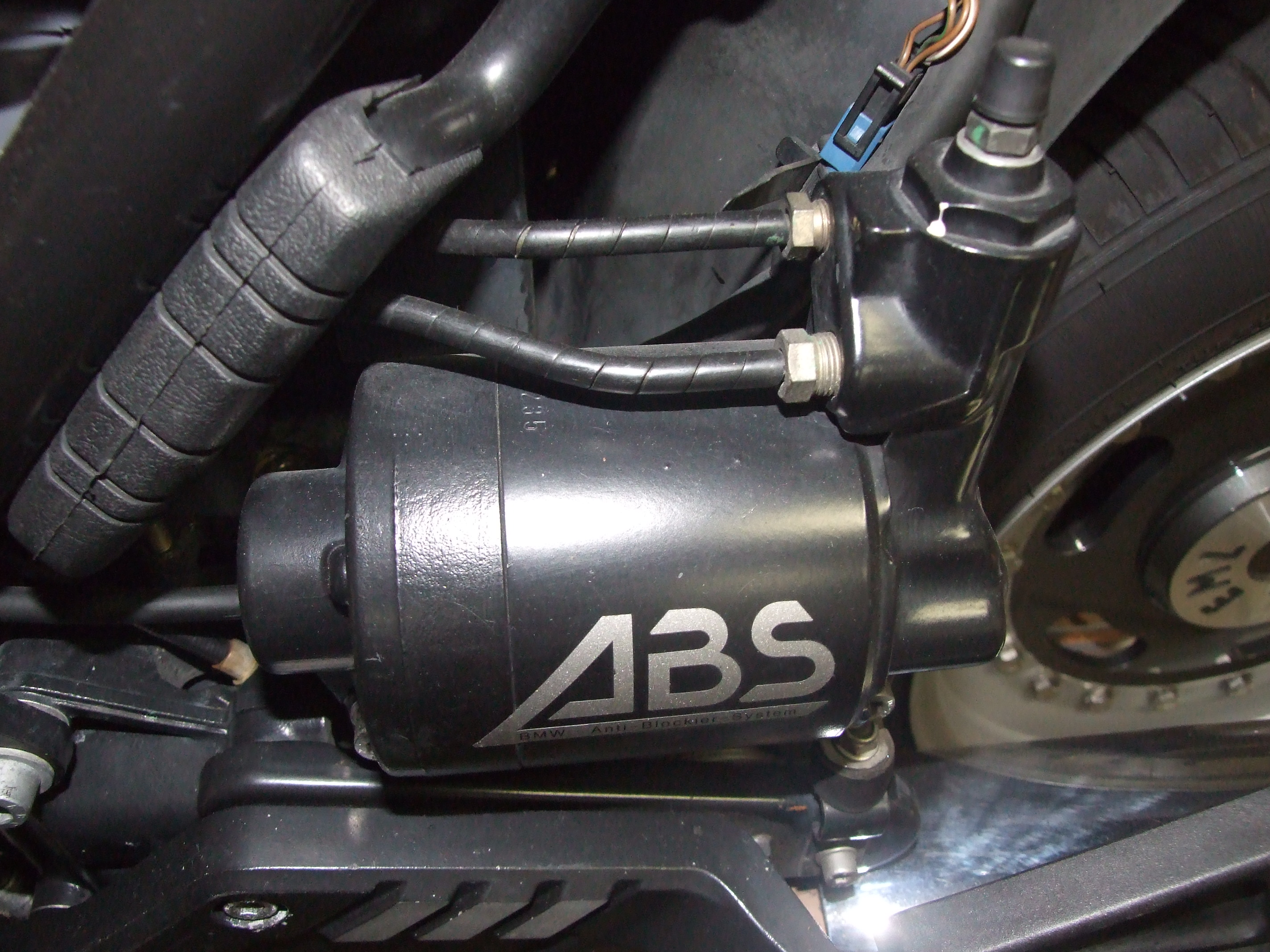
Bomba ABS d'una moto BMW

La bomba de l'ABS s'utilitza per restablir la pressió en cada un dels circuits hidràulics un cop les vàlvules els han tret pressió al detectar el bloqueig d'una roda. L'anomenat "relé del motor controla l'alimentació de tensió al motor de la bomba situat al bloc de l'actuador; dit relé és activat al seu torn per l'ECU. La bomba s'activa per dirigir el fluid hidràulic de nou al cilindre principal i provoca una retroalimentació del pedal de fre que alerta al conductor sobre el funcionament de l'ABS. En els sistemes ABS/ESC de 12 vàlvules hi ha dues bombes mogudes pel mateix motor.
- En el cas del Lexus, l'ECU activa el relé del motor de la bomba, quan "el relé del solenoide està activat" i es compleix qualsevol de les següents condicions:[12]

1. Durant la verificació inicial
2. En el curs de l'accionament de l'ABS

- L'ECU desactiva el relé del motor de la bomba quan no es compleixen les anteriors condicions (exceptuant els casos d'averia en que queda el motor sempre activat)[13]

### Controlador

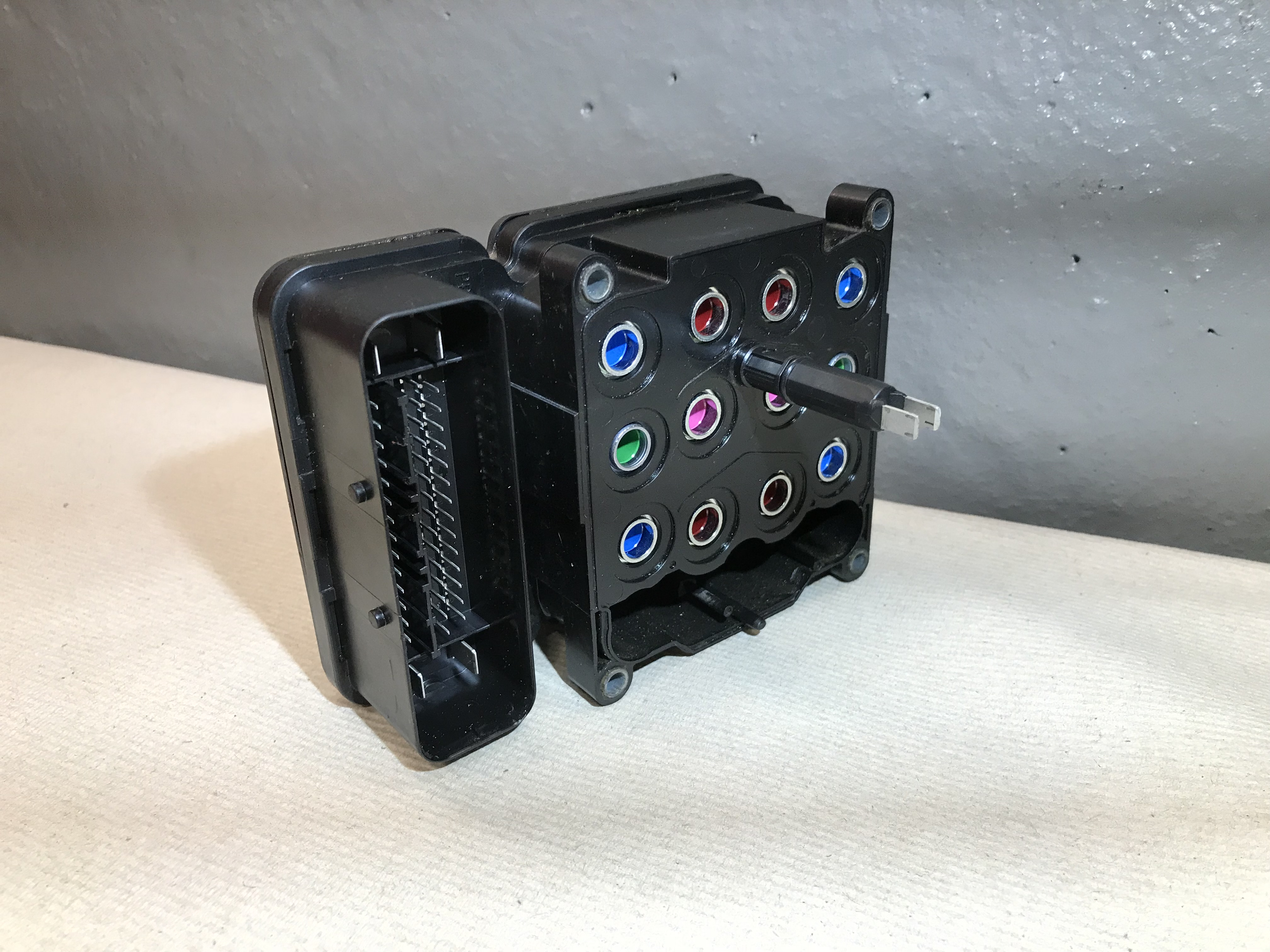
Mòdul de control electrònic de quatre canals i 12 vàlvules.

El controlador és una unitat de tipus ECU que sol formar part del "Mòdul de control ABS" i que actua en rebre informació de cada sensor de velocitat de les rodes. Si una roda perd tracció (roda bloquejada), el controlador ho detecta (segons el senyal rebut del sensor) i activa el modulador ABS que acciona les vàlvules corresponents limitant la força de frenat segons el cas (EBD).
Encara que els components en els moderns sistemes ABS/ECS amb 12 vàlvules són una mica diferents dels de 8 vàlvules, bàsicament es segueix el mateix cicle:
1. "1ª fase"(activar): Tot control ABS s'inicia amb un procés de frenada normal que el conductor realitza a través del pedal de fre.amb: bombes desactivades, vàlvula-1 (inlet) = oberta i vàlvula-2 (outlet) = tancada,
2. "2ª fase"(mantenir): El mòdul de control reconeix la frenada mitjançant l'interruptor de la llum de stop i el decrement de la velocitat de gir de la roda (senyal sensor disminuint), llavors, per a mantenir la pressió constant es fa: vàlvula-1 (inlet) = tancada i vàlvula-2 (outlet) = tancada
3. "3ª fase"(disminuir): Si es detecta el bloqueig de la roda (sensor sense senyal) es passa a: vàlvula-1 (inlet) = tancada i vàlvula-2 (outlet) = oberta, al perdre pressió el circuit hidràulic, la roda es desbloqueja i torna a girar.
4. "4ª fase"(re-activar): Un cop la roda torna a girar (sensor amb senyal), es passa a: vàlvula-1 (inlet) = oberta i vàlvula-2 (outlet) = tancada i per recuperar la pressió perduda, s'activa la bomba que fa arribar la pressió adequada a la roda, quan s'assoleix dita pressió, s'atura la bomba i el cicle torna a començar al punt 1.

Aquest cicle es repeteix "les vegades necessàries per a cada roda", fet que passa molt ràpidament, modulant el controlador durant aquest cicle l'estat de la bomba i solenoides amb les accions que proporcionen la pressió adequada per desactivar o activar el fre corresponent, aconseguint un mínim derrapatge del neumàtic respecte al terra, apreciant que el funcionament dels solenoides i la bomba provoca un "retrocés" o una pulsació en el pedal de fre.

## Ús

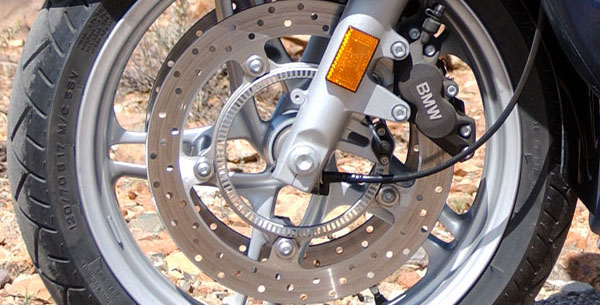
ABS.

Algunes motos d'alta cilindrada també porten aquest sistema de frenada. El sistema ABS permet mantenir durant la frenada el coeficient de fregament estàtic, ja que evita que es produeixi lliscament sobre la calçada. Tenint en compte que el coeficient de fricció estàtic és més gran que el coeficient de fregament dinàmic, la distància de frenada sempre es redueix amb un sistema ABS.
Si bé el sistema ABS és útil en gairebé totes les situacions, és indispensable en superfícies lliscants, com són els paviments mullats o amb gel, ja que en aquests casos la diferència entre el coeficient de fregament estàtic i el dinàmic és especialment alta.
Però quan es condueix sobre neu o grava i es frena sense sistema ABS, es produeix l'enfonsament de les rodes en el paviment, el que produeix una detenció del cotxe més eficaç. El sistema ABS, al evitar que es produeixi lliscament sobre el paviment també evita que s'enfonsin les rodes, pel que en aquests tipus de superfície, i desitjant una distància de frenat el més curta possible seria desitjable poder desactivar l'acció de l'ABS.
Alguns sistemes usats en les actuacions esportius o d'acompliment, permeten al sistema del vehicle desactivar l'ús de l'ABS per produir una frenada més brusca al principi i permetre el control del mateix amb una velocitat més baixa. És a dir el sistema antibloqueig entra a treballar amb retard, permetent derrapades controlats o enterraments en terrenys tous.